# Lista de canais de televisão por assinatura do Brasil extintos ou substituídos
Esta é uma lista de canais de televisão por assinatura do Brasil extintos ou substituídos, na qual engloba em sua listagem canais de televisão por assinatura que estiveram disponíveis nas operadoras de TV paga do Brasil, mas que tiveram suas operações suspensas, sendo substituídos ou não por um outro canal da mesma programadora.

## Lista de canais
| Ano  | Canal                           | Substituído por        | Notas | Ref.   |
| ---- | ------------------------------- | ---------------------- | --- | ------ |
| 1994 | Showtime                        | HBO                    | | [ 1 ]  |
| 1999 | Bravo                           | Film&Arts              | | [ 2 ]  |
| 1999 | TeleUno                         | AXN                    | | [ 3 ]  |
| 2000 | CBS Telenotícias                | —                      | O canal foi comprado pela Sony Pictures Entertainment e substituído pela versão internacional do Telemundo, mas o seu sinal foi encerrado no Brasil devido a um acordo com a Rede Globo para a transmissão de suas telenovelas. | [ 4 ]  |
| 2000 | The Superstation                | National Geographic    | | [ 5 ]  |
| 2001 | Disney Weekend                  | Disney Channel         | Após o lançamento do Disney Channel, o canal deixou de ser um serviço pay-per-view. | [ 6 ]  |
| 2002 | MC: Music Country               | Soundtrack Channel     | Conhecido como CMT Brasil antes da venda para a Gaylord Entertainment em 2001, foi substituído após a sua venda para a dona do Soundtrack Channel. | [ 7 ]  |
| 2002 | Panamerican Sports Network      | —                      | O canal entrou em bancarrota e teve que encerrar suas atividades. | [ 8 ]  |
| 2002 | The Weather Channel             | —                      | | [ 9 ]  |
| 2003 | Cinemax Prime                   | Max Prime              | Reposição de marca |        |
| 2003 | TV Cultura e Arte               | —                      | O canal teve que encerrar suas atividades. | [ 10 ] |
| 2004 | Fox Kids                        | Jetix                  | A mudança ocorreu em decorrência da compra do canal pela Disney. | [ 11 ] |
| 2004 | USA Network                     | Universal Channel      | O canal foi extinto em favor da expansão da marca Universal pelo Brasil |        |
| 2005 | Locomotion                      | Animax                 | | [ 12 ] |
| 2009 | National Sports Channel         | —                      | Extinto de facto, mas não de jure. | [ 13 ] |
| 2009 | Jetix                           | Disney XD              | | [ 14 ] |
| 2009 | FizTV                           | —                      | | [ 15 ] |
| 2009 | Ideal TV                        | MTV Brasil             | | [ 15 ] |
| 2009 | Japão Brasil Network Television | —                      | | [ 16 ] |
| 2010 | Cinemax                         | Max HD                 | Com a decisão da então Turner Broadcasting System em relançar o Cinemax, mas agora como canal básico das operadoras, seu sinal premium foi substituído pela versão HD do Max, mas que era disponibilizado em SD em algumas operadoras | [ 17 ] |
| 2010 | Cinemax e*                      | Max                    | | [ 18 ] |
| 2010 | Hallmark Channel                | Studio Universal       | | [ 19 ] |
| 2010 | MTV Hits                        | VH1 MegaHits           | A mudança ocorreu após o Grupo Abril ter assumido o controle da MTV Brasil. | [ 20 ] |
| 2010 | People + Arts                   | Liv                    | | [ 21 ] |
| 2011 | Playhouse Disney                | Disney Junior          | | [ 22 ] |
| 2011 | Animax                          | Sony Spin              | | [ 23 ] |
| 2011 | Playboy TV Movies               | Sextreme               | | [ 24 ] |
| 2011 | Discovery Travel & Living       | TLC                    | | [ 25 ] |
| 2011 | ManagemenTV                     | —                      | | [ 26 ] |
| 2011 | VH1 Soul                        | —                      | | [ 27 ] |
| 2012 | Speed                           | Fox Sports             | | [ 28 ] |
| 2012 | Liv                             | Investigação Discovery | | [ 29 ] |
| 2012 | VH1 Classic                     | —                      | | [ 30 ] |
| 2012 | Multishow HD                    | Bis                    | Com o surgimento da versão simulcast do Multishow, a versão HD do canal é renomeada para Bis, mas mantendo a mesma programação musical. | [ 31 ] |
| 2012 | Globosat HD                     | + Globosat             | Com o surgimento dos sinais HD dos canais Telecine, SporTV, GNT, Multishow, Canal Brasil, Viva, Combate, GloboNews, Playboy e Premiere, o canal passa a gerar programação própria, além de lançar um sinal SD. |        |
| 2013 | Infinito                        | —                      | O sinal exclusivo para o Brasil foi retirado pela Turner. | [ 32 ] |
| 2013 | MTV Brasil                      | Ideal TV               | Extinto após o fim do processo de devolução da marca MTV pelo Grupo Abril para a Viacom por causa da crise financeira. |        |
| 2013 | TV Corinthians                  | —                      | | [ 33 ] |
| 2013 | HBO HD                          | HBO                    | Foi substituído por um simulcast em HD do canal. | [ 34 ] |
| 2013 | Rush HD                         | —                      | | [ 35 ] |
| 2014 | Bem Simples                     | Fox Sports 2           | A programação do canal foi fundida com a do Fox Life. | [ 36 ] |
| 2014 | Nat Geo/Fox HD                  | —                      | O canal foi encerrado após o lançamento simulcasts em HD da Fox e da National Geographic. | [ 37 ] |
| 2014 | Sony Spin                       | Lifetime               | | [ 38 ] |
| 2014 | SuperMix                        | Mix TV                 | A Mix TV deixou de transmitir em sinal aberto e passou a ser um canal por assinatura após a mudança. | [ 39 ] |
| 2014 | VH1                             | Paramount Channel      | | [ 40 ] |
| 2014 | ÓTV                             | —                      | | [ 41 ] |
| 2015 | Max HD                          | Max UP                 | | [ 42 ] |
| 2015 | MGM Channel                     | AMC                    | A mudança ocorreu em decorrência da compra da controladora do canal pela AMC Networks. | [ 43 ] |
| 2015 | Glitz*                          | TNT Séries             | | [ 44 ] |
| 2015 | Sports+                         | —                      | O canal encerrou suas transmissões por ser de propriedade da controladora da Sky, sendo que a legislação brasileira veda a participação de operadoras em programação de canais. | [ 45 ] |
| 2015 | BBC HD                          | BBC Earth              | | [ 46 ] |
| 2015 | ForMan                          | —                      | Após o baixo número de assinaturas e por reclamação do público por excesso de reprises de produções adultas, os dois canais encerraram as suas atividades | [ 47 ] |
| 2015 | Private                         | —                      | Após o baixo número de assinaturas e por reclamação do público por excesso de reprises de produções adultas, os dois canais encerraram as suas atividades | [ 47 ] |
| 2015 | Discovery HD Theater            | Discovery Theater      | |        |
| 2016 | KBS World                       | Telefe Internacional   | |        |
| 2017 | BBC Earth                       | —                      | A BBC Worldwide deixou de distribuir seus canais na América Latina para se focar em distribuição de conteúdos. | [ 48 ] |
| 2017 | Mix TV                          | —                      | | [ 49 ] |
| 2018 | Esporte Interativo              | —                      | O canal encerrou suas atividades por decisão da AT&T em migrar o conteúdo esportivo para os canais TNT e Space. | [ 50 ] |
| 2018 | Esporte Interativo 2            | —                      | O canal encerrou suas atividades por decisão da AT&T em migrar o conteúdo esportivo para os canais TNT e Space. | [ 50 ] |
| 2019 | Discovery Civilization          | —                      | O Discovery Networks optou pelo encerramento do canal. Em seu lugar entrou no ar o HGTV. |        |
| 2019 | HBO Plus                        | HBO+                   | | [ 51 ] |
| 2020 | Max                             | HBO Mundi              | Para evitar confusão com os telespectadores enquanto o serviço de streaming HBO Max estava em desenvolvimento, a WarnerMedia optou por extinguir a marca Max pela América Latina | [ 52 ] |
| 2020 | Max Prime                       | HBO Xtreme             | Para evitar confusão com os telespectadores enquanto o serviço de streaming HBO Max estava em desenvolvimento, a WarnerMedia optou por extinguir a marca Max pela América Latina | [ 52 ] |
| 2020 | Max UP                          | HBO Pop                | Para evitar confusão com os telespectadores enquanto o serviço de streaming HBO Max estava em desenvolvimento, a WarnerMedia optou por extinguir a marca Max pela América Latina | [ 52 ] |
| 2020 | PlayTV                          | TV Walter Abrahão      | Com a venda da Gamecorp ao empresário Walter Abrahão Filho, a emissora teve que mudar toda a sua programação, focando no público família. | [ 53 ] |
| 2020 | VH1 MegaHits                    | MTV Live HD            | O canal foi extinto por decisão da ViacomCBS Networks Americas em expandir o sinal do MTV Live pelo país. | [ 54 ] |
| 2020 | VH1 HD                          | VH1 Europa             | A ViacomCBS optou por fundir a marca VH1 na América Latina em um único canal, com o sinal gerado da Europa. |        |
| 2020 | + Globosat                      | Mais na Tela           | Mudança de nome realizada após a substituição da Globosat pelos Canais Globo. | [ 55 ] |
| 2021 | Fox Channel                     | Star Channel           | A Disney optou pelo encerramento do canal Fox Channel para promover o Disney+ e o Star+. O canal foi renomeado para Star Channel. | [ 56 ] |
| 2021 | Fox Life                        | Star Life              | Como forma de promover o Star+, o canal Fox Life foi renomeado para Star Life. | [ 56 ] |
| 2021 | Fox Premium                     | Star Premium           | Assim como o Fox Channel e Fox Life, os canais foram renomeados para Star Premium. | [ 56 ] |
| 2021 | VH1 Europa                      | MTV 00s                | Com o intuito de trazer impacto no mercado internacional, o canal foi renomeado, mudando totalmente o foco da programação. | [ 57 ] |
| 2021 | MTV Live HD                     | MTV Live               | Com o lançamento da nova identidade visual, o canal decide deixar de usar o nome HD e se chamar apenas MTV Live, mantendo a sua programação normal. | [ 58 ] |
| 2021 | Boomerang                       | Cartoonito             | Fazendo parte de um projeto de divulgação mundial da plataforma HBO Max, o canal foi renomeado para o projeto que é uma aba deste na versão americana do Cartoon Network, porém, mantendo a programação em formato pré-escolar. | [ 59 ] |
| 2022 | Mais na Tela                    | Modo Viagem            | | [ 60 ] |
| 2022 | ESPN Brasil                     | ESPN                   | Fazendo parte da política de reestruturação da The Walt Disney Company, os canais ESPN recebem novos nomes, assim como o Fox Sports, encerrando assim o processo de fusão das marcas ESPN e Fox Sports. No entanto, o canal Fox Sports 2 segue existindo, mas apenas como repetidora dos canais ESPN, transmitindo apenas eventos ao vivo e reprises. | [ 61 ] |
| 2022 | ESPN                            | ESPN 2                 | Fazendo parte da política de reestruturação da The Walt Disney Company, os canais ESPN recebem novos nomes, assim como o Fox Sports, encerrando assim o processo de fusão das marcas ESPN e Fox Sports. No entanto, o canal Fox Sports 2 segue existindo, mas apenas como repetidora dos canais ESPN, transmitindo apenas eventos ao vivo e reprises. | [ 61 ] |
| 2022 | ESPN 2                          | ESPN 3                 | Fazendo parte da política de reestruturação da The Walt Disney Company, os canais ESPN recebem novos nomes, assim como o Fox Sports, encerrando assim o processo de fusão das marcas ESPN e Fox Sports. No entanto, o canal Fox Sports 2 segue existindo, mas apenas como repetidora dos canais ESPN, transmitindo apenas eventos ao vivo e reprises. | [ 61 ] |
| 2022 | Fox Sports                      | ESPN 4                 | Fazendo parte da política de reestruturação da The Walt Disney Company, os canais ESPN recebem novos nomes, assim como o Fox Sports, encerrando assim o processo de fusão das marcas ESPN e Fox Sports. No entanto, o canal Fox Sports 2 segue existindo, mas apenas como repetidora dos canais ESPN, transmitindo apenas eventos ao vivo e reprises. | [ 61 ] |
| 2022 | Star Premium                    | —                      | Os canais em PPV foram descontinuados por decisão da The Walt Disney Company América Latina, que preferiu focar seus investimentos nas plataformas de streaming do grupo, Star+ e Disney+. | [ 62 ] |
| 2022 | Disney XD                       | —                      | Optando por continuar a sua política de reestruturação, privilegiando o streaming, a The Walt Disney Company América Latina optou por descontinuar parte de seus canais pelo mundo. Parte do conteúdo do Disney XD e Junior e do Nat Geo Kids foi movido para o Disney Channel em pequenos blocos na programação e o Star Life foi renomeado para Cinecanal (já existente na América Latina).                                                                         | [ 63 ] |
| 2022 | Disney Junior                   | —                      | Optando por continuar a sua política de reestruturação, privilegiando o streaming, a The Walt Disney Company América Latina optou por descontinuar parte de seus canais pelo mundo. Parte do conteúdo do Disney XD e Junior e do Nat Geo Kids foi movido para o Disney Channel em pequenos blocos na programação e o Star Life foi renomeado para Cinecanal (já existente na América Latina).                                                                         | [ 63 ] |
| 2022 | Nat Geo Wild                    | —                      | Optando por continuar a sua política de reestruturação, privilegiando o streaming, a The Walt Disney Company América Latina optou por descontinuar parte de seus canais pelo mundo. Parte do conteúdo do Disney XD e Junior e do Nat Geo Kids foi movido para o Disney Channel em pequenos blocos na programação e o Star Life foi renomeado para Cinecanal (já existente na América Latina).                                                                         | [ 63 ] |
| 2022 | Nat Geo Kids                    | —                      | Optando por continuar a sua política de reestruturação, privilegiando o streaming, a The Walt Disney Company América Latina optou por descontinuar parte de seus canais pelo mundo. Parte do conteúdo do Disney XD e Junior e do Nat Geo Kids foi movido para o Disney Channel em pequenos blocos na programação e o Star Life foi renomeado para Cinecanal (já existente na América Latina).                                                                         | [ 63 ] |
| 2022 | Star Life                       | Cinecanal              | Optando por continuar a sua política de reestruturação, privilegiando o streaming, a The Walt Disney Company América Latina optou por descontinuar parte de seus canais pelo mundo. Parte do conteúdo do Disney XD e Junior e do Nat Geo Kids foi movido para o Disney Channel em pequenos blocos na programação e o Star Life foi renomeado para Cinecanal (já existente na América Latina).                                                                         | [ 63 ] |
| 2022 | TV Walter Abrahão               | PlayTV                 | Após Walter Abrahão Filho se desfazer das concessões do canal, a emissora foi vendida novamente e passou a ser controlada pelos empresários Jaime Egídio Ferreira Junior e Alexandre Zalcman, que optaram por extinguir toda a programação do canal anterior, além de anunciar o relançamento da PlayTV, extinta há dois anos atrás pela mesma frequência. | [ 64 ] |
| 2022 | Conmebol TV                     | —                      | Com a conclusão da venda dos direitos de transmissão da Copa Libertadores da América, Copa Sul-Americana e Recopa Sul-Americana pelas temporadas 2023-2026 para a TV Globo, SBT, ESPN e Paramount+, é decretado o encerramento do serviço de PPV da Conmebol, criado em parceria com o Grupo Bandeirantes de Comunicação. | [ 65 ] |
| 2022 | Smithsonian Channel             | —                      | O canal foi descontinuado por decisão da Paramount Networks Americas. | [ 66 ] |
| 2023 | TV Climatempo                   | C3 TV                  | O canal foi extinto por decisão do casal Carlos Magno e Ana Lúcia Frony em concentrar os esforços no novo canal e com um outro foco | [ 67 ] |
| 2023 | TV Shoptime                     | —                      | Por razões de cortes de gastos devido ao processo de recuperação judicial da Americanas, a emissora teve o seu sinal na TV por assinatura encerrado e passou a transferir todo o seu conteúdo para o YouTube | [ 68 ] |
| 2023 | TBS Brasil                      | TNT Novelas            | O canal teve a sua programação reformulada, passando a exibir apenas telenovelas, fazendo parte de uma reestruturação organizada pela Warner Bros. Discovery | [ 69 ] |
| 2023 | Gulli                           | —                      | | [ 70 ] |
| 2023 | Trace Brazuca                   | Trace Brasil           | Buscando firmar a marca Trace no país, o canal musical foi renomeado, bem como a programação reformulada | [ 71 ] |
| 2023 | Syfy Brasil                     | USA Network            | O canal USA Network é relançado em toda a América Latina por decisão da NBCUniversal, usando o espaço do Syfy | [ 72 ] |
| 2023 | TruTV                           | Adult Swim             | O extinto bloco de programação do Cartoon Network, I.Sat, TBS e Warner é relançado como canal próprio na América Latina | [ 73 ] |
| 2024 | Fox Sports 2                    | ESPN 5                 | Após cumprir o acordo firmado com o Conselho Administrativo de Defesa Econômica (CADE) em 2020, referentes aos direitos de transmissão da Copa Libertadores da América até 2022, a The Walt Disney Company optou por encerrar em definitivo a marca Fox Sports, seguindo o cronograma global. Até então previsto para o final de 2022, o segundo canal do Fox Sports permaneceu no ar com reprises. Por questões de organização, o ESPN Extra é renomeado para ESPN 6 | [ 74 ] |
| 2024 | ESPN Extra                      | ESPN 6                 | Após cumprir o acordo firmado com o Conselho Administrativo de Defesa Econômica (CADE) em 2020, referentes aos direitos de transmissão da Copa Libertadores da América até 2022, a The Walt Disney Company optou por encerrar em definitivo a marca Fox Sports, seguindo o cronograma global. Até então previsto para o final de 2022, o segundo canal do Fox Sports permaneceu no ar com reprises. Por questões de organização, o ESPN Extra é renomeado para ESPN 6 | [ 74 ] |
| 2024 | I.Sat                           | —                      | Devido ao encolhimento em sua disponibilidade nas operadoras e consequentemente, com a redução de conteúdo em sua programação, a Warner Bros. Discovery Americas decidiu encerrar o canal em toda a América Latina, junto com o Glitz* e o MuchMusic | [ 75 ] |
| 2024 | Canal Empreender                | —                      | O canal é encerrado após o Sebrae decidir rescindir o contrato com o Grupo Bandeirantes de Comunicação para o sublicenciamento da marca | [ 76 ] |
| 2025 | BabyTV                          | —                      | Os canais foram encerados por decisão da The Walt Disney Company de centralizar todo o seu conteúdo no Disney+, investindo apenas na rede de canais ESPN pela TV paga linear, além da queda de audiência nos últimos anos (em relação ao Disney Channel) | [ 77 ] |
| 2025 | Cinecanal                       | —                      | Os canais foram encerados por decisão da The Walt Disney Company de centralizar todo o seu conteúdo no Disney+, investindo apenas na rede de canais ESPN pela TV paga linear, além da queda de audiência nos últimos anos (em relação ao Disney Channel) | [ 77 ] |
| 2025 | Disney Channel                  | —                      | Os canais foram encerados por decisão da The Walt Disney Company de centralizar todo o seu conteúdo no Disney+, investindo apenas na rede de canais ESPN pela TV paga linear, além da queda de audiência nos últimos anos (em relação ao Disney Channel) | [ 77 ] |
| 2025 | FX                              | —                      | Os canais foram encerados por decisão da The Walt Disney Company de centralizar todo o seu conteúdo no Disney+, investindo apenas na rede de canais ESPN pela TV paga linear, além da queda de audiência nos últimos anos (em relação ao Disney Channel) | [ 77 ] |
| 2025 | National Geographic             | —                      | Os canais foram encerados por decisão da The Walt Disney Company de centralizar todo o seu conteúdo no Disney+, investindo apenas na rede de canais ESPN pela TV paga linear, além da queda de audiência nos últimos anos (em relação ao Disney Channel) | [ 77 ] |
| 2025 | Star Channel                    | —                      | Os canais foram encerados por decisão da The Walt Disney Company de centralizar todo o seu conteúdo no Disney+, investindo apenas na rede de canais ESPN pela TV paga linear, além da queda de audiência nos últimos anos (em relação ao Disney Channel) | [ 77 ] |
| 2025 | Viva                            | Globoplay Novelas      | Após ser observado um crescimento do interesse do público por telenovelas, a Globo decidiu encerrar a marca Viva e substituir por um novo canal, objetivando divulgar o Globoplay | [ 78 ] |
| 2025 | ZooMoo Kids                     | DumDum                 | | [ 79 ] |
| 2025 | Nosso Futebol                   | SportyNet              | Com a venda do projeto independente para o conglomerado africano Sporty Group, o canal passou a adotar um novo nome e abrir espaço para outras modalidades | [ 80 ] |